# Crosslauf-Militärweltmeisterschaften 2022
Die 58. Crosslauf-Militärweltmeisterschaften (englisch 58th World Military Cross Country Championships) des Conseil International du Sport Militaire (CISM) wurden am 12. und 13. Oktober 2022 auf dem Gelände des Flughafens Beja nordwestlich von Beja (Portugal) ausgetragen.

## Ergebnisse

### Männer

#### Einzelwertung
| Platz | Athlet           | Land | Zeit (min) |
| ----- | ---------------- | ---- | ---------- |
| 1     | Edmon Kipngetich | KEN  | 30:36      |
| 2     | Albert Rop       | BRN  | 30:39      |
| 3     | Dawit Fikadu     | BRN  | 30:40      |
| 4     | Mustapha Houdadi | MAR  | 30:49      |
| 5     | Birhanu Balew    | BRN  | 31:12      |
| 6     | Mehdi Frère      | FRA  | 31:14      |
| 7     | Ramdane Ouarghi  | ALG  | 31:25      |
| 8     | Bastien Augusto  | FRA  | 31:25      |
| 9     | Issam Zaghdane   | ALG  | 31:27      |
| 10    | Hicham Bouchicha | ALG  | 31:39      |

Es erreichten 109 Athleten das Ziel.

#### Teamwertung
| Platz | Land und Athleten                                                         | Gesamtpunktzahl und Einzelplatzierung |
| ----- | ------------------------------------------------------------------------- | ------------------------------------- |
| 1     | Bahrain Albert Rop Dawit Fikadu Birhanu Balew Abdinasir Elmi              | 21 02 03 05 11                        |
| 2     | Kenia Edmon Kipngetich Wilson Too Peter Mwaniki Amos Birgen               | 40 01 12 13 14                        |
| 3     | Algerien Ramdane Ouarghi Issam Zaghdane Hicham Bouchicha El-Hadi Laameche | 44 07 09 10 18                        |

Es wurden 19 Nationen gewertet.

### Frauen

#### Einzelwertung
| Platz | Athletin            | Land | Zeit (min) |
| ----- | ------------------- | ---- | ---------- |
| 1     | Winfred Mutile Yavi | BRN  | 27:23      |
| 2     | Bontu Rebitu        | BRN  | 27:41      |
| 3     | Violah Jepchumba    | BRN  | 27:43      |
| 4     | Purity Komen        | KEN  | 27:46      |
| 5     | Valentine Chepkoech | KEN  | 28:04      |
| 6     | Ruth Jebet          | BRN  | 28:21      |
| 7     | Perin Menkampi      | KEN  | 28:45      |
| 8     | Joyce Njens         | KEN  | 29:05      |
| 9     | Margaux Sieracki    | RA   | 29:10      |
| 10    | Aleksandra Lisowska | POL  | 29:30      |

Es erreichten 87 Athletinnen das Ziel.

#### Teamwertung
| Platz | Land und Athletinnen                                                              | Gesamtpunktzahl und Einzelplatzierung |
| ----- | --------------------------------------------------------------------------------- | ------------------------------------- |
| 1     | Bahrain Winfred Mutile Yavi Bontu Rebitu Violah Jepchumba Ruth Jebet              | 12 01 02 03 06                        |
| 2     | Kenia Purity Komen Valentine Chepkoech Perin Menkampi Joyce Njens                 | 24 04 05 07 08                        |
| 3     | Polen Aleksandra Lisowska Izabela Paszkiewicz Angelika Mach Aleksandra Brzezińska | 60 10 15 16 19                        |

Es wurden 16 Nationen gewertet.

### Mixed-Staffel
| Platz | Land und Athleten                                                           | Zeit (min) |
| ----- | --------------------------------------------------------------------------- | ---------- |
| 1     | Bahrain Tigist Gashaw Zoheir Awad Winfred Mutile Yavi Birhanu Balew         | 24:04      |
| 2     | Kenia Purity Komen Amos Birgen Valentine Chepkoech Daniel Munguti           | 24:31      |
| 3     | Italien Ludovica Cavalli Federico Riva Federica Del Buono Pietro Arese      | 25:00      |
| 4     | Marokko Kaoutar Farkoussi Fouad el-Kaam Soukaina Hajji Jamal Hitrane        | 25:1       |
| 5     | Frankreich Rénelle Lamote Morgan Le Tennier Margaux Sieracki Alexis Miellet | 25:14      |
| 6     | Polen Sofia Ennaoui Michał Rozmys Angelika Sarna Marcin Lewandowski         | 25:24      |
| 7     | Brasilien Tatiane da Silva Gilberto Lopes Simone Ferraz Altobeli da Silva   | 26:25      |
| 8     | Chile Maricela Echeverria Ariel Méndez Angelica Contreras Ronald Mamani     | 27:08      |
| 9     | Lettland Liga Valverde Jānis Razgalis Sandra Grosberga Jānis Girgensons     | 27:18      |
| 10    | Spanien Patricia Serrano Pedro Bejarano Sheila Aparicio Antonio Ferreiro    | 27:46      |

Es erreichten 17 Staffeln das Ziel.